# Ongebroken
Ongebroken is een monument in Nieuw-Beerta ter nagedachtenis aan de Tweede Wereldoorlog.

## Beschrijving
De Amsterdamse beeldhouwer Hubert van Lith maakte een natuurstenen beeldengroep, bestaande uit drie mensen. Het geheel is geplaatst op een hoge sokkel. Op de sokkel de tekst: 

ONGEBROKEN
1940 - 1945

 Het monument werd op 10 mei 1951 onthuld, waarbij dokter Loots een oorkonde met de namen van de gevallenen in de sokkel metselde. Vervolgens werd het overgedragen aan de gemeente.